# Jean-Marc Moriceau
Pour les articles homonymes, voir Moriceau.
Jean-Marc Moriceau, né le 20 octobre 1956 à Paris dans le 17e arrondissement, est un historien français professeur émérite de l'université de Caen, spécialiste de l'histoire rurale.

## Biographie

### Études
Élève en classes préparatoires au lycée Louis-le-Grand, Jean-Marc Moriceau intègre l'École normale supérieure entre 1976 et 1982 et est reçu premier à l'agrégation d'histoire en 1980. Enseignant en classes préparatoires au lycée Stanislas dans les années 1980 puis boursier de la fondation Thiers, il soutient en 1992 à l'université de Paris I, une thèse de doctorat d'histoire sous la direction de Jean Jacquart, portant sur les fermiers de l’Île-de-France, publiée en 1994, « ouvrage assez exceptionnel, destiné à marquer la production historique ». En 1993, il soutient à l'université Paris IV une habilitation à diriger des recherches.

### Carrière universitaire
Élu maître de conférences à l'université de Caen en 1993, il y devient professeur en 1996. Jean-Marc Moriceau est membre honoraire de l'Institut Universitaire de France (promotion 2010). Fondateur de la revue Histoire & Sociétés rurales, il anime le pôle rural à l'université de Caen. Il prend sa retraite en 2022.

## Œuvre

### Son apport à l'histoire rurale
En 1992, Moriceau soutient sa thèse de doctorat Les Fermiers d'Ile-de-France qu'il définit comme « un essai d'une histoire sociale différentielle dans les campagnes » . Dans les Annales, George Grantham écrit : « grâce à sa profondeur temporelle et à sa richesse documentaire, Les Fermiers d'Île-de-France s’affirment comme une contribution majeure à l’histoire rurale de la France. »
En janvier 1993, Moriceau publie un manifeste pour un renouveau de l’histoire rurale. Il annonce la création d’une association, l’organisation d’un colloque et le lancement d’une nouvelle revue. Ce texte programmatique est à l’origine de la refondation de l’histoire rurale française. Un article rétrospectif sur l'histoire des campagnes françaises souligne que la fondation de la revue Histoire & Sociétés Rurales constitue « l'événement fondateur du renouveau des études rurales françaises ».

### Une histoire humaine du loup
Au détour de ses travaux de recherche sur les campagnes franciliennes, Jean-Marc Moriceau relève des mentions d'attaques de loups sur l'homme et prend conscience de l'importance du canidé dans l'économie rurale. Il entreprend alors une vaste enquête sur les attaques de loups sur l'homme dont il produit une première synthèse en 2007. Le journaliste Fabrice Nicolino écrit de cet ouvrage qu'il a « radicalement changé [s]on point de vue » en établissant l'existence des loups anthropophages. L'historien Jean-Daniel Piquet y voit une prolongation du chapitre « loup »  dans les Animaux ont une histoire (1984) de Robert Delort  qui établissait l'existence, depuis le Haut Moyen Âge, occasionnelle mais réelle d'attaques lupines anthropophages.

## Publications
- « Les crises démographiques dans le Sud de la région parisienne de 1560 à 1670 », Annales de Démographie Historique, 1980, p. 105-123.
- Ferme, entreprise, famille : grande exploitation et changements agricoles : les Chartier : XVIIe – XIXe siècles, avec Gilles Postel-Vinay, Paris, Éd. de l’École des hautes études en sciences sociales, 1992, 397 p.
- Les fermiers de l'Île-de-France. L'ascension d'un patronat agricole (XVe – XVIIIe siècle), Paris, Fayard, 1994 (1069 pages)

- Prix Eugène Colas 1995 de l’Académie française
- L’élevage sous l’Ancien Régime : les fondements agraires de la France moderne XVIe – XVIIIe siècles, Paris, Sedes, coll. « Regards sur l’histoire », 1999, 256 p.
- La Terre et les paysans aux XVIIe et XVIIIe siècles, Rennes, Presses universitaires de Rennes, 1999  (ISBN 2-911369-02-5)
- Terres mouvantes : les campagnes françaises du féodalisme à la mondialisation : 1150-1850 : essai historique, Paris, Fayard, 2002, 445 p. (ISBN 2213610622)

- Prix Guizot 2003 de l’Académie française
- Histoire et géographie de l'élevage français du Moyen Âge à la Révolution, Paris, Fayard, 2005  (ISBN 2-213-62332-5)
- Histoire du méchant loup : 3000 attaques sur l'homme en France, XVe-XXe siècle, Paris, Fayard, 2007, 623 p. (ISBN 978-2-213-62880-6), . Réédition augmentée : Histoire du méchant loup : la question des attaques sur l'homme en France, XVe-XXe siècle, Paris, Pluriel, coll. « Pluriel », 2016, 634 p., poche (ISBN 978-2-8185-0505-2).
  - Prix Madeleine-Laurain-Portemer 2007 (ex aequo) de l'Académie des sciences morales et politiques
  - Prix Jacques-Lacroix 2008 de l’Académie française
- La bête du Gévaudan : 1764-1767, Paris, Larousse, coll. « L'histoire comme un roman », 2008, 284 p. (ISBN 978-2-03-584173-5).
- Un Paysan et son univers, avec Philippe Madeline, Paris, Belin, 2010.
- Chroniques paysannes - Du Moyen Âge au XXe siècle, avec Philippe Madeline et Jean-Paul Bourdon, France Agricole Éditions, 155 p., 2010.
- L'homme contre le loup : une guerre de deux mille ans, Paris, Fayard, 2011, 479 p. (ISBN 978-2-213-63555-2). Réédition augmentée : L'homme contre le loup : une guerre de deux mille ans, Paris, Pluriel, coll. « Pluriel », 2013, 573 p., poche (ISBN 978-2-8185-0324-9).
- Sur les pas du loup. Tour de France et atlas historiques et culturels du loup, du Moyen Âge à nos jours, Paris, Montbel, 2013, 352 p.  (ISBN 978-2-35653-067-7).
- Secrets de campagne, figures et familles paysannes du XXe siècle. Paris, Perrin, coll. « Synthèses économiques », 2014, 210 p.
- Le loup en questions : fantasme et réalité, Buchet Chastel, 2015, 218 p.
- Les Grands fermiers. Les laboureurs de l'Île-de-France (XVe – XVIIIe siècle), Paris, Fayard, collection "Pluriel", 2017, 512 p.,  (ISBN 978 2818 505 304)
- La Mémoire des Croquants. Chroniques de la France des campagnes, 1435-1652, Paris, Tallandier, 2018, 608 p.,  (ISBN 979-10-210-2765-7)
- Le loup en Normandie, Bayeux, OREP Editions, 2019, 200 p.,  (ISBN 978-2-8151-0506-4) Prix La Reinty 2021 de l'Académie des sciences, belles-lettres et arts de Rouen
- La Mémoire des Paysans. Chroniques de la France des campagnes, 1653-1788, Paris, Tallandier, 2018, 736 p.,  (ISBN 979-10-210-2769-5)
- Les couleurs de nos campagnes. Un siècle d'histoire rurale.1880-1960, Paris, Les Arènes, 2020, 237 p.,  (ISBN 979-10-375-0253-7)
- La Bête du Gévaudan. Mythes et réalités, Paris, Tallandier, 2021, 480 p.  (ISBN 979-1021048645)
- La Mémoire des gens de la terre : Chroniques de la France des campagnes (1789-1914), Paris, Tallandier, 2023, 751 p. (ISBN 979-10-210-5399-1)
- La Mémoire des Paysans. Chroniques de la France des campagnes, 1653-1788, Paris, Tallandier, collection Texto Semi Poche, 2024, 992 p.
- Les coulisses d'une vocation. Livre de raison d'un futur historien. Philippe Madeline ; Sylvain Skora. Les Campagnes dans l'Histoire. Mélanges en l'honneur de Jean-Marc Moriceau, 14, Presses universitaires de Caen, pp.11-82, 2023, (Bibliothèque d'histoire rurale) (ISBN 978-2-911369-27-8). ⟨hal-04591364⟩
- Nicolas Delacour. Le pouvoir au village au cœur du XVIIᵉ siècle, Paris, Tallandier, 2025, 720 p.

## Distinctions
- Médaille de bronze du CNRS (1995)[3]
- Officier de l'ordre du Mérite agricole (1er juillet 2024)[13]